# Liège-i erődítményrendszer
A liège-i erődítményrendszer (eredeti francia megnevezése: "Position Fortifiée de Liège") 1888 és 1891 között épült a belgiumi Liège város védelmére. Az erődítmény kiépítését a belga Henri Alexis Brialmont tábornok szorgalmazta. Az erődítményrendszert a Maas (Meuse) két oldalán állították fel, 6-6 erődöt a folyó mindkét partján. Az erődök egymástól 3–5 km távolságra, a belvárostól 6–10 km távolságra, jól védhető magaslatokon helyezkedtek el. Az erődöket az akkoriban újdonságnak számító anyagból, betonból építették és az 1888-ban rendelkezésre álló legmodernebb fegyverekkel, összesen 400 ágyúval fegyverezték fel, ezek közül némelyik 210 mm űrméretű volt.

## Az első világháborús erődítmények
Az alábbi lista tartalmazza a Meuse két partján felépített, az első világháborúban nagy szerepet játszó erődök nevét:
- Barchon, főerőd
- Évegnée, mellékerőd
- Fléron, főerőd
- Chaudfontaine, mellékerőd
- Embourg, mellékerőd
- Boncelles, főerőd
- Flémalle, főerőd
- Hollogne, mellékerőd
- Loncin, főerőd
- Lantin, mellékerőd
- Liers, mellékerőd
- Pontisse, főerőd

A városban két további erődítmény volt:
- Citadel de Liege, a város főerődje
- Le Fort de la Chartreuse

## Az erődök szerepe a belga védelemben

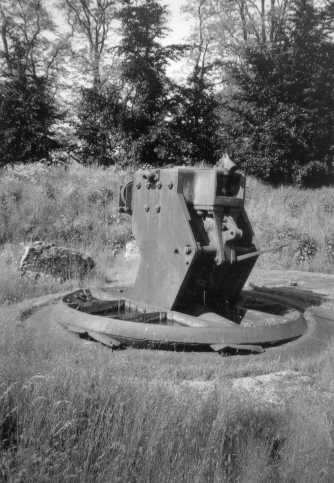
A Fort Loncin erőd egyik földbe süllyesztett lövegének maradványai

A belga hadvezetés elképzelései szerint az erődök egy esetleges német támadás során jutottak volna szerephez, és elsődleges feladatuk az ellenség előrenyomulásának megakadályozása, a város védelme, valamint a főerők beérkezésének biztosítása lett volna. Az 1888-as becslések alapján az egyes erődök akár egy hónapig is ellent tudtak volna állni a támadásoknak.
1914-ben azonban a Brialmont által tervezett erődök aránylag gyorsan elestek, mivel nem voltak képesek ellenállni a nagy űrméretű német ágyúk és mozsarak lövedékeinek (itt vetették be a 420 mm űrméretű mozsarat, a Kövér Bertát is). Az erődök csak azért voltak képesek egyáltalán ellenállni az első rohamoknak, mert Brialmont a korhoz képes igen jelentős biztonsági ráhagyással tervezte meg az erődöket.
A háború utáni elemzések azt találták, hogy nem is az erődök ellenállóképessége volt a gyenge pont, mivel a legtöbb erődöt nem rombolták le teljesen. Azonban a nem megfelelő szellőzés miatt az erőd belsejében a levegő megtelt lőporfüsttel és más égéstermékekkel és a védőknek a fulladásos halál elkerülése érdekében meg kellett adniuk magukat. A Fort Loncin kivételével egyik erődöt sem szerelték fel szellőzőberendezéssel és az erőd parancsnoka inkább a megadást választotta, mintsem megfulladjanak a füsttől és a portól.

### Az erődök védői, 1914. augusztus 5.
A liège-i erődítményeket a belga tábori hadsereg reguláris csapatai, illetve az erődítmények helyőrségei védelmezték. A hadsereg 3. hadosztálya összesen 34 500 főből állt és 72 db tábori ágyúval rendelkezett. A helyőrség létszáma (gyalogság, tüzérek, műszakiak, lovasság) összesen 15 000 fő volt, ebből 5000 állomásozott a 12 városon kívüli erődben. Az erődökben 207 ágyút helyeztek el, ezen felül 114 ágyút rendeltek az erődöket összekötő védelmi vonalakhoz. Liège tartomány területvédelmi erőihez összesen 50 000 fő tartozott, 393 ágyúval. Az első világháború előestéjén I. Albert belga király Liège védelmét egykori tanácsadójára, Gerard Leman tábornokra bízta.

### Német támadók
A Belgium elleni támadáshoz a német főparancsnokság három hadseregben összesen 1 millió főt vont össze. Ezek közül a második hadsereg állományába tartozó hat hadosztály (11., 14., 27., 34., 38. és 43.), összesen kb. 55 000 fő, von Emmich tábornok vezetésével vett részt a Liège elleni első támadásban. A támadóknak 80 ágyú, egy felderítő repülőszakasz és egy irányítható léghajó (Z VI "Köln") állt még rendelkezésére.

### Augusztus 5-6., az első német támadás kudarca
A német parancsnokság teljes mértékben alábecsülte a Liège védelmét biztosító belga erőket és a rájuk váró nehézségeket: a felderítés adatai szerint összesen 9000 fő állt velük szemben. Ezzel magyarázható, hogy az augusztus 5-én hajnalban megindított első támadás során meglepetésszerű rohammal próbálták bevenni a várost és a külső erődítményeket. A támadást nem előzte meg semmilyen tüzérségi előkészítés, és a németek súlyos veszteségeket szenvedtek: egyedül a 34. hadosztály 30 tisztet és 1500 katonát veszített. A belga erődítményeket pontosan egy ilyen roham ellen készítették fel és a németek sehol sem tudták áttörni a védelmi vonalakat, a hat hadosztályból öt visszavonult. Egyedül a 14. hadosztály, amelyet személyesen Ludendorff tábornok vezetett, volt képes áttörni az Évegnée és Fléro erődök között, mivel itt a belgák nem építették ki a tervbe vett lövészárkokat.
A várostól északra a német lövészek egy kisebb egysége átszivárgott a Liers és Pontisse közötti réseken és meglepetésszerű támadást intézett a rue Sainte-Foi-n található főhadiszállás ellen, maga Leman tábornok is csak a szerencsének köszönhette, hogy túlélte. A támadásban részt vevő 80 német tiszt és katona közül a védők 12 fő megöltek, a többiek végül feladták.
Augusztus 6-án Leman úgy döntött, hogy harcálláspontját a Fort Loncin erődbe helyezi át, mivel a város nehéz helyzetbe került. Ez a döntés azonban igen szerencsétlen következményekkel járt, mivel a költözés idejére minden telefon-összeköttetés megszakadt a város környéki erődök között, valamint a parancsnokság és az egyes erődök között. Ennek oka, hogy ekkor még nem volt kiépítve a hadsereg kommunikációs hálózata, minden hívást a polgári telefonhálózaton keresztül bonyolítottak és ennek a központja éppen a rue Sainte-Foi-i épületben volt.
Augusztus 6-án tehát mindkét oldalon meglehetősen zűrzavaros helyzet alakult ki, de Ludendorff vezetésével a 14, hadosztály képes volt folytatni előrenyomulását a védelem egyik résén. Dél körül elfoglalták a Fort Chartreuse erődjét, amelyet 1891 óta nem újítottak fel. A belga tartalékok ekkor Hannut-ba vonultak vissza. Ekkor szabad volt az út a városba a németeknek, akik időközben számottevő erősítéseket vetettek be a védelem legyőzésére. Augusztus 7-én két német hadosztály csatlakozott Ludendorff katonáihoz és ekkor a Citadella védői is kénytelenek voltak feladni pozícióikat és a várost. A németek tehát úgy foglalták el Liège, hogy az erődítmények továbbra is jórészt érintetlenek voltak.

### Második német támadás
Az első német támadás nehézségeit látva a német főparancsnokság úgy határozott, hogy további 60 000 főt vet be a város és az erődítmények ostromába. Az erősítésként küldött csapatok augusztus 10-én foglalták el állásaikat és ekkor kezdődött meg az erődítmények elleni összehangolt tüzérségi támadás. Leman maga így számolt be naplójában a német támadásról

…(november) 11-én a németek 7 és 10 centiméteres ágyúkkal kezdtek lőni minket. 12-én és 13-án tüzet nyitottak a 21 centiméteres ágyúk is. De csak 14-én vetették be a legnagyobb fegyvereiket és kezdték meg az erődítmények lerombolását.

Azon a napon, délután 4 óra körül, egy német tiszt 200 lépésre közelítette meg az erődöt, jelzőzászlóval a kezében. Nem sokkal ezután az ostromlók, akik most már pontosabban tudtak célozni, félelmetes tüzelésbe kezdtek, amely több órán át tartott. A bal oldali lejtőn telepített üteg megsemmisült, az ellenség 21 centiméteres ágyúinak tüzében.

A támadás harmadik szakasza 15-én hajnali 5 órakor kezdődött, és megszakítás nélkül délután 2 óráig tartott. Egy gránát telibetalálta azt a bunkert, ahol a harcálláspont volt. A robbanás erejétől minden fény kialudt és a tisztek majdnem megfulladtak a lőporfüsttől.

Amikor a tüzelés abbamaradt, kimerészkedtem, hogy megszemléljem a külső erődítményeket, amik eddigre teljesen romba dőltek. Pár perccel később a németek újrakezdték, mintha minden ágyújuk egyszerre tüzelt volna.

A német ágyúk és mozsarak tüzével egymás után szétrombolták és megadásra kényszerítették az erődöket. Magát Leman-t augusztus 16-án ájultan kellett kimenteni a Fort Loncin romjai alól, miután majdnem megfulladt a lőporfüsttől és az égő faszerkezet füstjétől. Legtovább a Hollogne erőd védői tartottak ki, de 16-án ők is beszüntették a harcot.
A védők hősies kitartása azonban nem volt eredménytelen: míg az eredeti Schlieffen-terv mindössze egyetlen hadosztálynak szánta Liège elfoglalását, már az eredeti rohamban is hat hadosztályt kellett bevetni a németeknek. Végül további nyolc hadosztályt kellett ide átcsoportosítani, hogy sikerrel járjon a támadás és közben jelentős veszteségeket szenvedtek.
Ennél is jelentősebb volt azonban az időveszteség: a német támadó hadsereg, közel 1 millió fő, az eredeti tervek alapján néhány nap alatt le kellett volna gyűrni a belga ellenállást és a második hét végére kiérni Gent magasságába. Ehelyett két héttel a támadás megindítása után még mindig a határ menti város elfoglalásával bajlódtak. A belga ellenállás annyira meglepte a németeket, hogy a korábban magabiztos, most a csaták sokkjában megkábult katonák között elterjedt az a tévhit, hogy orvlövészek és partizánok támadásai okozták a nagyméretű veszteségeket. Bár ez jelentős túlzás volt, hiszen néhány kivételtől eltekintve a lakosság nem tanúsított ellenállást, de a német parancsnokság mindenesetre utasítást adott a "felkelés" elfojtására és a németek számos polgári lakost ejtettek foglyul és végeztek ki Liège-ben és a körülötte található településeken: Berneau, Micheroux, Poulseur és Soumagne városokban.

## A két világháború között
A háború befejeztével elsősorban a várostól északra, keletre és délre található erődítmények helyreállítása folyt. Leman tábornok harcálláspontját, Fort Loncin erődjét nem tudták helyreállítani, olyan súlyos károkat szenvedett a német támadás során.
A belga hadvezetés új erődítmények felépítését határozta el, amelyet a várostól 20 km-re keletre helyezkedtek el (a fenti ábrán pirossal jelölve). Összesen hat erődöt terveztek, de kettő nem épült fel:
- Ében-Émael
- Aubin-Neufchâteau
- Battice[4]
- Fort des Waides, Manaihant közelében (tervezett)
- Tancrémont vagy Pepinster[5]
- Sougné-Remouchamps (tervezett)

A határ mentén további megerősített állásokat építettek, ezek lényegében helyi védelmi vagy megfigyelőállások voltak.

## Második világháborús szerepük

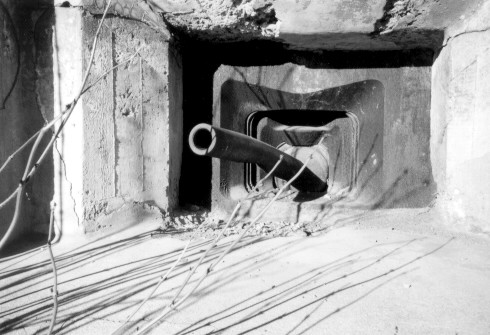
A Fort d'Ében-Émael erőd egyik ágyúja. Az ágyú csövét egy közvetlen találat hőhatása ferdítette el.

A belga hadvezetés elsősorban a Fort Eben-Emael erődre támaszkodva szervezte meg a belga-német határ védelmét, ide összpontosították erőiket. Az erőd hatalmas kiterjedése miatt a németek nem a közvetlen támadást választották, hanem ejtőernyős támadást intéztek az erőd ellen, amely néhány órai küzdelem után elesett.
A támadók ezután megkerülték a Liège körül kiépített második védelmi gyűrűt és később a német katonák a hátországtól elvágott erődöket egyenként elfoglalták. 1940. május 22-én, a csata 5. napján elesett az utolsó két erőd, Fort Battice és Fort Aubin-Neufchâteau.
A Fort Tancrémont erőd védőit a németek a belga fegyverletétel, 1940. május 29 után kényszerítették a megadásra. A Fort Eben-Emael elleni sikeres támadást a náci propaganda széles körben felhasználta, még film is készült az erőd bevételéről, míg a többi erődöt egyéb célokra, többek között titkos fegyverkísérletekre (mint például a Röchling-gránát kipróbálására) használták. Battice és d'Aubin-Neufchâteau erődjei még ma is viselik ezeknek a kísérleteknek a nyomait.

## Az erődítmények ma
Napjainkban az eredeti 12 erőd közül hét szabadon látogatható: Loncin, Lantin, Flémalle, Hollogne, Pontisse, Barchon és Embourg, fizetős kalandtúra keretében a Chaudfontaine erődöt is meg lehet látogatni, de nem rendezték be látogatók kiszolgálására. A Fort Loncin erődöt, miután 1914. augusztus 15-én felrobbant és helyrehozhatatlan károkat szenvedett, katonai temetővé alakították át, valamint itt található egy, a liège-i erődítményrendszer történetét bemutató múzeum. Fort Lantin erődjét 2000-es években helyreállították, és mivel a két világháború között nem bővítették, az eredeti 1888-as állapotot lehet ma megtekinteni. A Fort Loncin és Lantin erődöket lehet a legkönnyebben megközelíteni. A második világháborús erődök közül a Fort Tancrémont erődöt minden vasárnap lehet megtekinteni.
Az erődítményrendszer részei közül Fort Fléron és Boncelles erődjei részben ma is romokban hevernek, míg a Fort d'Ében-Émael egyes részeit a belga hadsereg továbbra is raktárbázisként használja. Az 1935-ben épült Fort Battice-t bezárták, míg Fort d'Aubin-Neufchâteau erőd csak időpont-egyeztetés után látogatható. Fort d'Ében-Émael erődben található egy múzeum, míg az erőd közül a földbe telepített ágyúk és páncéltornyok ma is láthatók.
A Fort Tancrémont erődöt, mivel védői megadták magukat, szinte semmilyen károsodás nem érte a háború során és fegyverzete is épen megmaradt. Májustól októberig minden hónap első vasárnapján látogatható. Minden évben május 29-én 11 órakor az erődben található 75 mm-es ágyúból 19 lövést adnak le az erődök védőinek hősies helytállására emlékezve.

### Külső hivatkozások
- Centre Liègeois d’Histoire et d’Archéologie Militaire Archiválva 2010. október 24-i dátummal a Wayback Machine-ben - A Liège városában található történelmi és hadtörténeti múzeum
- Német nyelvű honlap fotói a Liege környéki erődítményekről
- A belga védelem elrendezése 1940 előtt
- Belga erődítmények honlapja Archiválva 2011. június 2-i dátummal a Wayback Machine-ben
- Fort de Tancrémont - virtuális látogatás